# Семедо, Жордан
Жордан Семеду Варела (фр. Jordan Semedo Varela; род. 15 января 2003) — французский футболист кабо-вердианского происхождения, защитник клуба «Монако II».

## Клубная карьера
Семедо — воспитанник клубов «Кавигаль Нис Спортс» и «Монако». В 2021 году игрок начал выступать за дублирующий состав последних. Летом 2023 года Семедо на правах аренды перешёл в бельгийский «Серкль Брюгге». 30 июля в матче против «Антверпена» он дебютировал в Жюпиле лиге. 

## Международная карьера
В 2022 году в составе юношеской сборной Франции Семедо принял участие в юношеском чемпионате Европы в Словакии. На турнире он сыграл в матчах против команд Румынии, Италии и Израиля.
В 2023 году в составе молодёжной сборной Франции Семедо принял участие в молодёжном чемпионате мира в Аргентине. На турнире он сыграл в матчах против команд Гамбии,  Южной Кореи и Гондураса.